# Шиподзьоб сіроспинний
Шиподзьоб сіроспинний (Acanthiza robustirostris) — вид горобцеподібних птахів родини шиподзьобових (Acanthizidae). Ендемік Австралії. Мешкає у внутрішніх районах Австралії, у відкритих пустельних і напівпустельних місцевостях, на пустищах.